# Darko Stanić

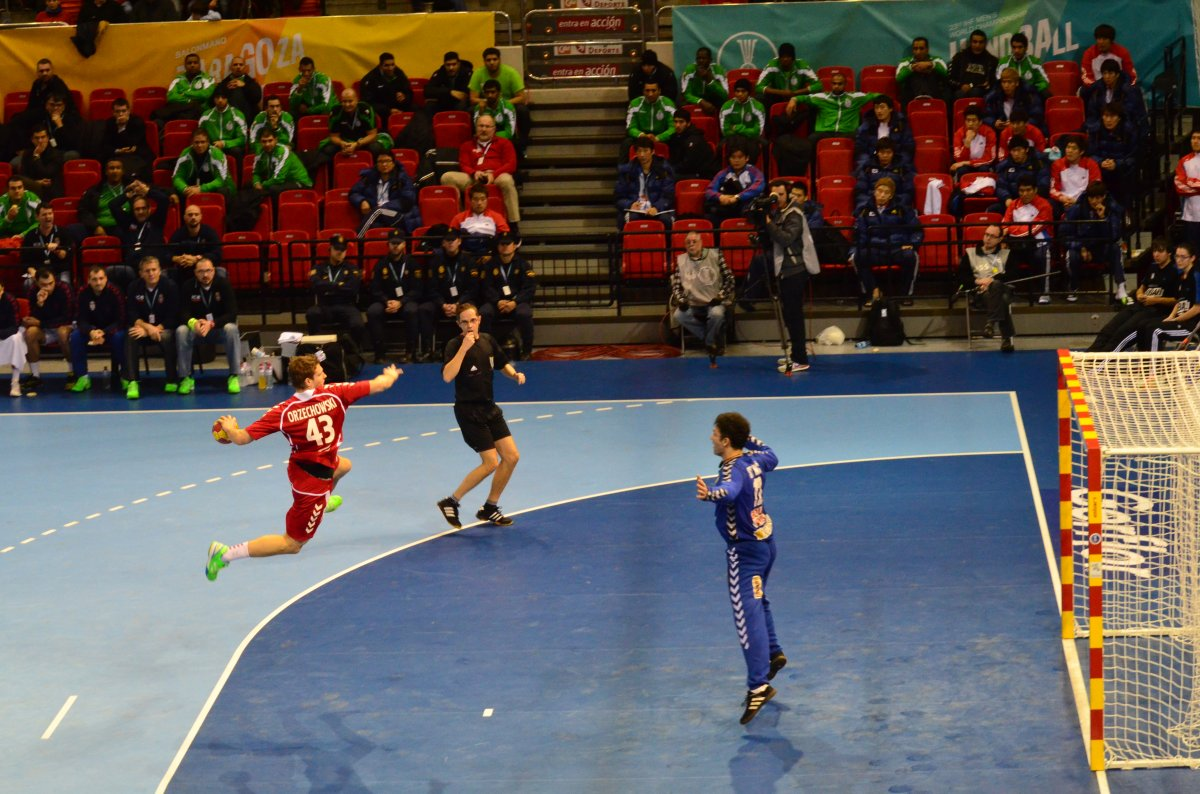
Darko Stanić (till höger) under en match vid handbolls-VM 2013.

Darko Stanić (serbiska: Дарко Станић), född 8 oktober 1978 i Mojkovac i dåvarande SFR Jugoslavien, är en serbisk tidigare handbollsmålvakt.

## Klubbar
- RK Brskovo Mojkovac
- RK Lovćen
- RK Crvena zvezda (2002–2005)
- GC Amicitia Zürich (2005–2006)
- Avstängd 2006–2008
- RK Koper (2008–2011)
- RK Metalurg Skopje (2011–2014)
- SG BBM Bietigheim (2014–2015)
- al Kuwait SC (2015)
- Rhein-Neckar Löwen (2015)
- al-Jaish SC (2015–2017)